# 原司郎
原 司郎（はら しろう、1928年10月8日 - 2008年7月30日）は、日本の経済学者、横浜市立大学名誉教授。

## 来歴
神奈川県生まれ。東京大学大学院中退、1969年「明治前期金融史」で北海道大学経済学博士。神奈川大学講師、助教授、横浜市立大学商学部教授、学部長、1990年定年退官、名誉教授。高千穂商科大学学長。2008年瑞宝中綬章受章。生活経済学会会長を務めた。
2008年7月30日、肺炎のため死去。

## 著書
- 現代長期金融機構の性格 中央書房 1963年
- 明治前期金融史 東洋経済新報社 1965年
- 現代日本の金融構造 新評論 1966年
- 日本の金融機構 その体質と明日への展望 金融財政事情研究会 1968 年
- 西ドイツの金融構造 全国地方銀行協会 1971年（銀行叢書）
- 日本の銀行 東栄堂 1972年（法経ライブラリー）
- 地域金融と制度改革 東洋経済新報社 1990.8
- 財政投融資と住宅金融 住宅金融普及協会 1995.11

## 共編著
- 日本経済論 鈴木武雄共編 高文社 1958年（経済学ハンドブック）
- 機関投資家としてみた簡保資金 鈴木武雄,志村嘉一共著 郵政省簡易保険局資金運用課 1970年
- 資産選択と簡保資金 委託研究第9回報告書 鈴木武雄,江沢太一共著 郵政省簡易保険局 1972年
- テキストブック金融論 1980.11（有斐閣ブックス）
- 郵便貯金 活力ある社会への貢献 山口修共著 ぎょうせい 1982.3
- 生活経済学入門 酒井泰弘共編著 東洋経済新報社 1997.11

## 参考
- 坂口正之「原司郎先生のご逝去を悼む」『生活経済学研究』第28巻、生活経済学会、2008年9月30日、125-126頁、NAID 110007082307。